# Gervonta Davis
Gervonta Davis również znany jako Abdul Wahid (ur. 7 listopada 1994 w Baltimore) – amerykański bokser, dwukrotny mistrz świata w kategorii super piórkowej.

## Kariera zawodowa
Treningi bokserskie rozpoczął już w wieku pięciu lat. Miał bardzo udaną karierę amatorską, która w 2012 roku została zwieńczona zwycięstwem w prestiżowym turnieju o nazwie „Złote Rękawice”.
Karierę zawodową rozpoczął już w wieku osiemnastu lat. W swojej pierwszej profesjonalnej walce, 22 lutego 2013 roku, pokonał przez nokaut w pierwszej rundzie Desiego Williamsa (0-4).
Po wygraniu kolejnych szesnastu walk z rzędu, w tym piętnastu przed czasem, 14 stycznia 2017 roku w Nowym Jorku stanął do walki o pas mistrza świata federacji IBF w wadze super piórkowej mając za rywala reprezentującego Portoryko Jose Pedrazę (22-0, 12 KO). Znokautował rywala w siódmej rundzie i wywalczył tytuł czempiona.
W pierwszej obronie mistrzowskiego tytułu, 20 maja 2017 roku w Londynie pokonał przez TKO w trzeciej rundzie Liama Walsha (21-0, 14 KO).
26 sierpnia 2017 roku w Las Vegas miał przystąpić do drugiej obrony pasa mistrza świata IBF w wadze super piórkowej w starciu z Francisco Fonsecą (19-0-1, 13 KO), jednak podczas ważenia nie uzyskał wymaganego limitu i został pozbawiony swojego tytułu jeszcze przed pierwszym gongiem. Z reprezentantem Kostaryki wygrał przez nokaut w ósmej rundzie.
21 kwietnia 2018 roku w Nowym Jorku stanął przed szansą wywalczenia tytułu WBA Super w wadze super piórkowej, mierząc się z Argentyńczykiem Jesusem Marcelo Cuellarem (28-2, 21 KO). Zwyciężył przez TKO w trzeciej rundzie zdobywając mistrzowski pas..
28 grudnia 2019 w Atlancie wygrał przez techniczny nokaut w dwunastej rundzie walki o pas WBA Regular wagi lekkiej, z Kubańczykiem Yuriorkisem Gamboą (30-3, 18 KO).
22 kwietnia 2023 roku w T-Mobile Arena w Las Vegas pokonał przez KO w 7. rundzie niepokonanego wcześniej Ryana Garcię (23-1, 19 KO).
Pod koniec 2023 roku, Gervonta Davis ogłosił konwersję na islam wraz z przyjęciem nowego imienia Abdul Wahid.